# 德文·威廉斯 (棒球運動員)
德文·泰朗·威廉斯（英語：Devin Terran Williams，1994年9月21日—），綽號「氣宗」（The Airbender），美國棒球球員，職司投手，目前效力於美國職棒紐約洋基隊。他的大聯盟初登板在2019年，彼時為國家聯盟中區的釀酒人隊一員。翌年，威廉斯獲得國家的聯盟新人獎，且是年度最佳後援投手。2022年至2023年球季期間，二度獲選全明星陣容。釀酒人隊在2024年季後將威廉斯交易至紐約洋基隊。

## 職業生涯

### 小聯盟
2013年美國職棒大聯盟選秀，釀酒人在第二輪54順位選進威廉斯。2017年，他因為動了湯米約翰手術導致整季報銷。2019年，他替補入選全明星未來之星明星賽。

### 釀酒人時期
2019年8月7日，威廉斯登上大聯盟。該年他出賽13場比賽，防禦率為3.95。2020年9月，他一共投了13局，僅被擊出4支安打無失分，因此成功拿下國聯單月最佳救援投手。同年10月5日，他拿下國聯年度最佳救援投手獎。他一整年的防禦率只有0.33。這年他不僅入選大聯盟年度第二隊，還拿下國聯新人王，為2011年的克雷格·金布雷爾後，第一位獲得此殊榮的後援投手。
2021年8月，他出賽14場比賽僅被敲出一支安打，成功獲選國聯單月最佳救援投手。9月21日，釀酒人成功奪得分區龍頭後，威廉斯卻在酒後搥牆，最終造成右手骨折，因此缺席剩餘賽季。

## 技術特點
威廉斯的球路主要為圈指變速球和四縫線快速球兩種。他鮮少使用卡特球和伸卡球這兩個球種。2020年，他開始在比賽中使用變速球，並時常做為2好球後的決勝球。

## 外部連結
- 球員資訊和成績在MLB ，ESPN ，Retrosheet ，Baseball Reference ，Baseball Reference (Minors) ，Fangraphs ，The Baseball Cube （英文）